# 程曉
程曉（3世紀—3世紀），字季明，東郡東阿人。東漢末及三國時曹魏名臣程昱的孫兒，自己亦是魏國大臣。

## 生平
曹丕即位後，因其祖父程昱有功而獲封為列侯。有通識。嘉平年間任黃門侍郎，當時有校事恣意妄為，程曉為此上疏使朝廷取消校事官職。後來遷任汝南太守，四十多歲時逝世。